# エルヴァ・クーリア

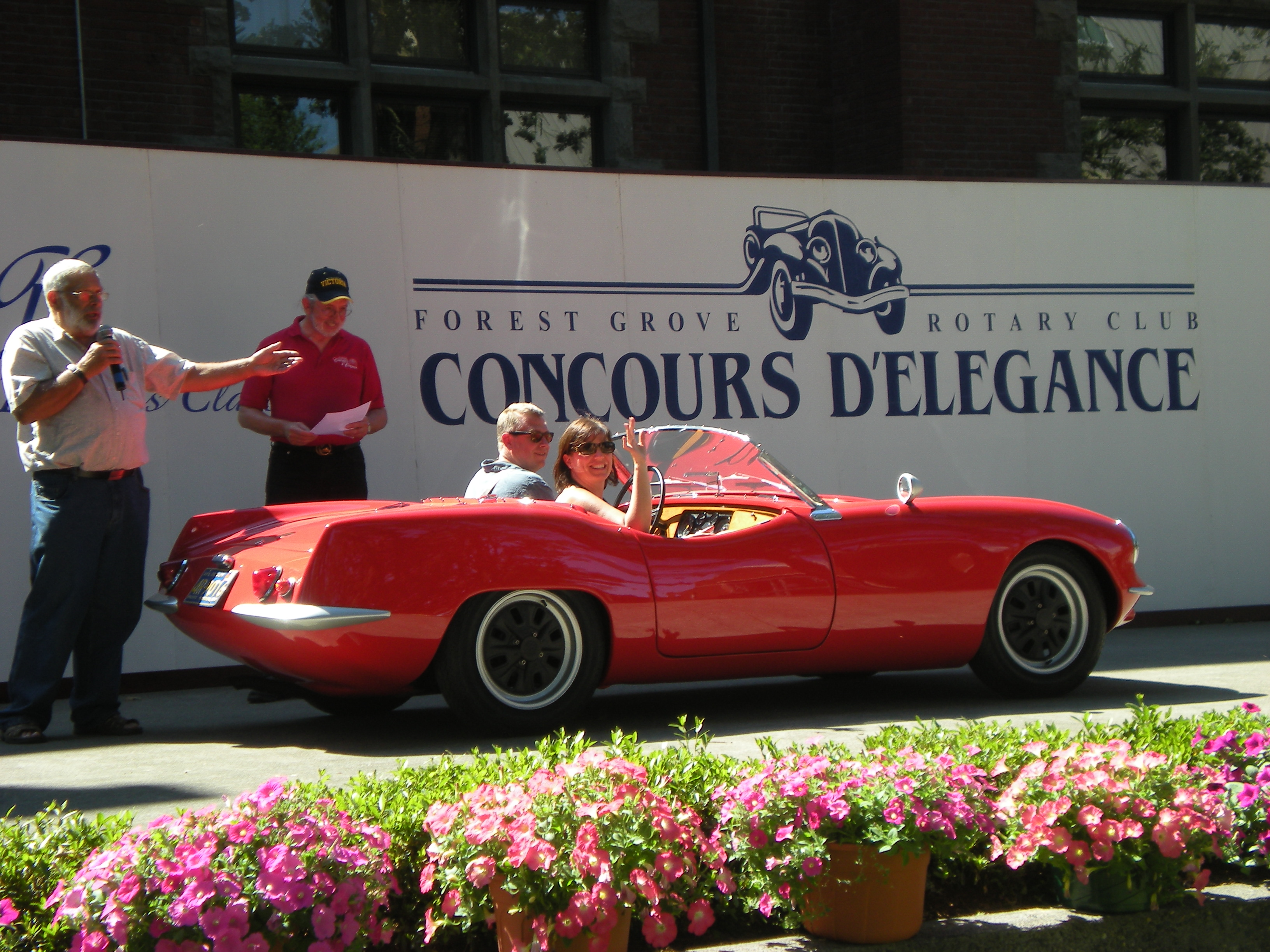
クーリア

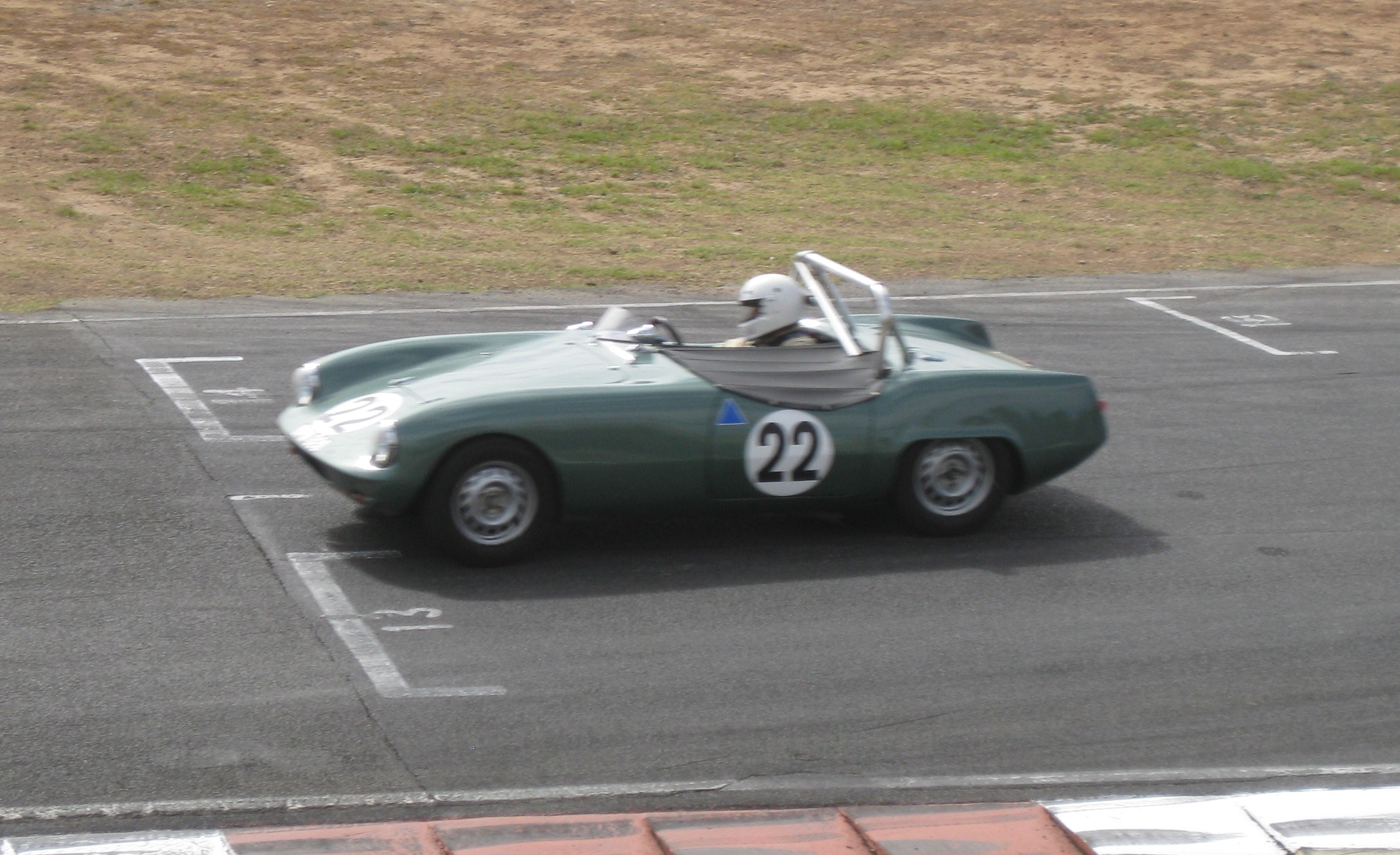
クーリア

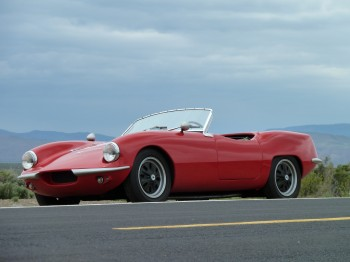
クーリア

エルヴァ・クーリア（Elva Courier ）はエルヴァが製造したスポーツカーである。
1958年1月発表された。

## 解説
当初搭載したエンジンはMG・MGA用の内径φ73.025mm×行程88.9mm=1,489cc、71-75hp/5,200-5,250rpm。サスペンションはフロントがトライアンフの不等長ダブルウィッシュボーン、リアにトレーリングロッド/パナールロッド+コイル。最高速度は160-170km/hと目覚ましくはないが、鋼管フレームとFRPボディにより重量は454kgに過ぎないことから低いギア比と相まって高い加速性能を持ち、ビギナー向けのスポーツカー・レーサーとして好評を博した。
やがてMG・MGB用の内径φ80.3mm×行程89mmで1,798cc、SUツインキャブで95hp/5,400rpmエンジンを標準仕様とし、シャシも基本構成を保ったまま細部を改良し重量は620kgに増加した。レース用のMk4仕様ではリアサスの独立化をはかりオイルクーラーを装備した。エンジンはフォード製116EをベースにロータスがチューニングしたDOHC直列4気筒、140hpエンジンも指定できるようになった。
1962年累計生産台数700台になった時点で製造販売権がトロージャンに譲渡され、1967年まで製造された。